# L'Ange de la violence
Pour les articles homonymes, voir All Fall Down.
Pour plus de détails, voir Fiche technique et Distribution.
L'Ange de la violence (All Fall Down) est un film américain réalisé par John Frankenheimer et sorti en 1962. Il met en scène notamment Warren Beatty, Angela Lansbury, Eva Marie Saint et Karl Malden. Il s'agit de l'adaptation cinématographique du roman All Fall Down de James Leo Herlihy.
Il est présenté en compétition officielle au festival de Cannes 1962.

## Synopsis
Âgé de 16 ans, Clinton Willart est un adolescent plutôt tendre et calme. Il voue un véritable culte à son frère aîné, Berry-Berry, qui est quant à lui un hédoniste, misogyne, violent et gigolo à ses heures perdues. Lorsque celui-ci est envoyé en prison en Floride, Clinton n'hésite pas à sacrifier ses économies afin de payer la caution de son grand frère. Mais l'arrivée d'Echo, la nouvelle fiancée de Berry-Berry âgée de 31 ans, vient bouleverser la relative harmonie qui régnait dans la famille.

## Fiche technique
Sauf indication contraire, les informations mentionnées dans cette section peuvent être confirmées par la base de données cinématographiques IMDb,  présente dans la section « Liens externes ».
- Titre français : L'Ange de la violence
- Titre original : All Fall Down
- Réalisation : John Frankenheimer
- Scénario : William Inge, d'après le roman De la plus haute branche (All Fall Down) de James Leo Herlihy
- Directeur de la photographie : Lionel Lindon
- Musique : Alex North
- Montage : Fredric Steinkamp
- Costumes : Dorothy Jeakins
- Décors : Henry Grace, George R. Nelson
- Production : John Houseman
- Société de production : John Houseman Productions
- Distribution : Metro-Goldwyn-Mayer (États-Unis)
- Langue originale : anglais
- Pays d'origine :  États-Unis
- Genre : drame
- Durée : 111 minutes
- Dates de sortie :
  - États-Unis : 29 mars 1962
  - Canada : 2 mai 1962
  - France : 13 mai 1962 (festival de Cannes)

## Distribution
- Eva Marie Saint (VF : Nelly Benedetti) : Echo O'Brien
- Warren Beatty (VF : Michel Cogoni) : Berry-Berry Willart
- Karl Malden (VF : William Sabatier) : Ralph Willart
- Angela Lansbury (VF : Lita Recio) : Annabell Willart
- Brandon De Wilde (VF : Claude Mercutio) : Clinton Willart
- Constance Ford (VF : Paule Emanuele) : Mme Mandel
- Barbara Baxley : l'institutrice
- Evans Evans (VF : Michelle Bardollet) : Hedy
- Albert Paulsen : le capitaine Ramirez
- James T. Callahan (non crédité) : l'employé de la station-service

## Production
Le tournage a lieu en Floride, notamment à Key West dans l'archipel des Keys.

## Distinctions
Le film est présenté en compétition officielle pour la Palme d'or au festival de Cannes 1962. La même année, Angela Lansbury obtient quant à elle le National Board of Review Award de la meilleure actrice dans un second rôle (également pour un autre film de John Frankenheimer, Un crime dans la tête..